# Perduts a Oz
Perduts a Oz (títol original en anglès: Lost in Oz) és una sèrie d'animació estatunidenca que es va estrenar el 7 d'agost de 2017 a Amazon Video. En català es va estrenar al Canal Super3 el 19 de setembre de 2020. També s'ha emès pel canal SX3.

## Argument
La Dorothy és una nena de dotze anys que viu tranquil·lament a Kansas amb la seva mare. Un dia troba per casualitat un misteriós diari que la convida a pronunciar la paraula "avançar". Quan ho fa, un tornado arrossega la casa, amb la Dorothy i el seu gosset Totó a dins, fins a Ciutat Maragda, al Regne d'Oz, que viu immers en una greu crisi de màgia. La Dorothy coneixerà diversos personatges com l'Oest i l'Ojo, que miraran d'ajudar-la a aconseguir la màgia necessària per tornar a Kansas.

## Repartiment
| Personatge               | Anglès                    | Català           |
| ------------------------ | ------------------------- | ---------------- |
| Dorothy Gale             | Ashley Boettcher          | Roser Vilches    |
| Oest                     | Nika Futterman            | Marta Barbarà    |
| Ojo                      | Jorge Diaz                | Jordi Domènech   |
| Totó                     | Chris Cox                 | David Roses      |
| Fitz                     | Alexander Polinsky        | Marcel Navarro   |
| Reigh, el lleó covard    | Keith Ferguson            | Josep Maria Mas  |
| Espantaocells            | Stephen Stanton           | Joan Pera        |
| Langwidere               | Gina Gershon              |                  |
| Glinda la Bona           | Jennifer Hale             | Maribel Pomar    |
| Evelyn Gale              | Allison Mack Grey DeLisle | Eva Lluch        |
| Roquat, el rei dels noms | Garrett McQuaid           |                  |
| Kaliko                   | Eric Bauza                |                  |
| Cyra                     | Kath Soucie               | Conchita Ramirez |
| General Guph             | Fred Tatasciore           | Francesc Belda   |

## Llista d'episodis

### 1a temporada (2015-2017)
| |    | Títol en català                                | Data d'estrena original | Data d'estrena a Catalunya |
| --- | -- | ---------------------------------------------- | ----------------------- | -------------------------- |
| 1 | 1  | "Avançar"                                      | 26 de juny de 2015      | 19 de setembre de 2020     |
| La Dorothy Gale troba un misteriós llibre a casa seva que provoca un tornado que la transporta a ella i al seu gos Totó al meravellós món d'Oz. Per poder tornar a casa necessitarà ajuda de la màgia, però Oz està patint una gran escassetat de màgia. Amb l'ajuda dels seus nous amics, l'Oest i l'Ojo, la Dorothy haurà de buscar-ne on sigui.                                                                     |    |                                                |                         |                            |
| 2 | 2  | "La Dorothy coneix el lleó"                    | 2 de desembre de 2016   | 19 de setembre de 2020     |
| La Dorothy vol posar-se en contacte com sigui amb la Glinda la Bona, una poderosa bruixa que era amiga de la seva mare i de la Cyra, la mare de l'Oest. Però trobar-la sembla completament impossible. Fins que coneixen el Reigh, un lleó aficionat a les teories de la conspiració que recopila tota mena d'informació sobre la crisi de màgia que viu Oz.                                                           |    |                                                |                         |                            |
| 3 | 3  | "Voleu, micos!"                                | 2 de desembre de 2016   | 20 de setembre de 2020     |
| Gràcies a tota la informació sobre la crisi de màgia a Oz que té el Reigh, la Dorothy aconsegueix determinar on tornarà a aparèixer el misteriós castell volador de la Glinda la Bona per entrar-hi i demanar-li ajuda. Tot dependrà d'obtenir la màgia adequada i d'esquivar els atacs del Fitz i els seus micos voladors.                                                                                            |    |                                                |                         |                            |
| 4 | 4  | "La Dorothy coneix l'espantaocells"            | 3 d'agost de 2017       | 20 de setembre de 2020     |
| La Dorothy, un cop dins del castell volador de la Glinda, coneix l'Espantaocells, un personatge amb un greu problema de memòria. Entre tots dos miraran de trobar la Glinda la Bona, però aviat descobreixen, entre altres coses, que algú la va segrestar. L'Espantaocells i la Dorothy miraran de fer aterrar el castell amb l'ajuda a distància del Reigh, l'Oest i l'Ojo.                                          |    |                                                |                         |                            |
| 5 | 5  | "La perla de Pingaree"                         | 3 d'agost de 2017       | 26 de setembre de 2020     |
| La Dorothy i els seus amics tenen una nova pista per trobar la Glinda: ara saben que els seus segrestadors buscaven la perla de Pingaree, en possessió de la bruixa bona. La Dorothy dedueix que, si troben la perla, estaran més a prop de rescatar la Glinda, i per això l'Ojo els acompanya a visitar un expert en tot allò que creix sota l'aigua perquè els assessori: el seu pare.                               |    |                                                |                         |                            |
| 6 | 6  | "Desperteu-vos, desperteu-vos, desperteu-vos!" | 3 d'agost de 2017       | 26 de setembre de 2020     |
| La Dorothy, l'Ojo i l'Espantaocells aconsegueixen fugir del Fitz i dels noms, però no poden evitar que el Mag Recargolat segresti el Totó. La Dorothy demana ajuda al Reigh per fer ressò de la desaparició del gosset mentre que el Fitz explica a la Langwidere el seu pla d'exigir la perla de Pingaree a la Dorothy a canvi de l'alliberament del Totó. Però la bruixa té un pla més pervers.                      |    |                                                |                         |                            |
| 7 | 7  | "Mentidetes negres"                            | 3 d'agost de 2017       | 27 de setembre de 2020     |
| La Dorothy i els seus amics entren d'amagat a la granja dels munchkins per mirar de recuperar la perla de Pingaree per portar-li a la Langwidere, que els ha dit que, amb un objecte preuat de la Glinda, pot fer un encanteri per localitzar-la. Però la missió és un fracàs i l'Oest, animada per les paraules de la seva tieta, decideix intentar-ho de nou pel seu compte.                                         |    |                                                |                         |                            |
| 8 | 8  | "Els pals"                                     | 3 d'agost de 2017       | 27 de setembre de 2020     |
| La Langwidere li pren a l'Oest la confiança en si mateixa i es converteix en una noia molt insegura. La Dorothy, l'Ojo, l'Espantaocells i l'Oest miraran de localitzar la Langwidere perquè li torni la confiança a l'Oest però, en lloc de trobar-la a ella, troben la Glinda. La bruixa bona li demana a la Dorothy que recuperi la màgia robada a Oz i que l'hi porti.                                              |    |                                                |                         |                            |
| 9 | 9  | "Per la línia de les rajoles grogues"          | 3 d'agost de 2017       | 3 d'octubre de 2020        |
| La Dorothy i els seus amics entren a l'antiga línia de les Rajoles Grogues buscant-hi la màgia robada d'Oz amb la intenció de tornar-la a la Glinda. Però serà una aventura plena de perills ja que, a més d'enfrontar-se al Fitz, la Dorothy i la colla se les hauran amb els perillosos grunyiwogs, una raça d'éssers que viuen als túnels i que mengen munchkins com l'Ojo.                                         |    |                                                |                         |                            |
| 10 | 10 | "Bona sort, galifardeus!"                      | 3 d'agost de 2017       | 3 d'octubre de 2020        |
| La Dorothy, el Fitz, l'Ojo i l'Oest continuen avançant pels túnels de la línia de les Rajoles Grogues. De sobte, descobreixen que els noms estan tancant totes les sortides possibles per deixar-los-hi tancats per sempre. Els nois, però, en lloc de fugir, decideixen anar a avisar els grunyiwogs perquè es puguin salvar. I els grunyiwogs, a canvi, els diuen on poden trobar la màgia robada d'Oz.              |    |                                                |                         |                            |
| 11 | 11 | "11:11"                                        | 3 d'agost de 2017       | 4 d'octubre de 2020        |
| La Dorothy descobreix que la Langwidere l'ha enganyat fent-se passar per la Glinda. Un cop la té dins del castell, la bruixa l'empresona dins d'un quadre que representa la seva casa de Kansas. La Dorothy i el Totó segueixen la veu de la seva mare, l'Evelyn, per mirar de trobar una sortida. Mentrestant, l'Oest se les empesca per entrar al castell per rescatar la Dorothy, però la Langwidere la descobreix. |    |                                                |                         |                            |
| 12 | 12 | "Benvinguda de nou, Glinda"                    | 3 d'agost de 2017       | 4 d'octubre de 2020        |
| La Dorothy i la Glinda convencen el pintor Smith perquè els pinti un portal per on sortir del quadre en què estan atrapades. Però quan surten a Ciutat Maragda descobreixen espantades que la Langwidere les ha esborrat a totes dues de la memòria col·lectiva dels habitants de la ciutat. Amb l'ajuda del Nino, aniran al mercat nocturn, on els traficants de màgia sintètica les ajudaran amb el seu material.    |    |                                                |                         |                            |
| 13 | 13 | "Cap a Kansas"                                 | 5 d'agost de 2017       | 9 d'octubre de 2020        |
| La Glinda vol entrar al seu castell per mirar d'agafar la perla de Pingaree per revertir l'encanteri de la Langwidere i fer que els habitants de Ciutat Maragda recuperin els records esborrats. La Dorothy idea un pla per aconseguir-ho amb l'ajuda de l'Ojo, l'Espantaocells i el Reigh, però la Langwidere descobrirà el que trama la bruixa bona i buscarà enfrontar-s'hi per derrotar-la definitivament.         |    |                                                |                         |                            |

### 2a temporada (2018)
| |    | Títol en català                 | Data d'estrena original | Data d'estrena a Catalunya |
| --- | -- | ------------------------------- | ----------------------- | -------------------------- |
| 14 | 1  | "El desert mortal"              | 8 de juny de 2018       | 9 d'octubre de 2020        |
| La casa de la Dorothy, amb ella, l'Espantaocells i el Totó a dins, ha aterrat al Desert Mortal. Segons l'Espantaocells, ningú ha aconseguit mai sortir-ne viu, però la Dorothy localitza a l'horitzó la llum del que podria ser un far. Després de fer-li senyals amb un mirall, una estranya catifa màgica els ve a rescatar. Però potser no es tracta d'un rescat... |    |                                 |                         |                            |
| 15 | 2  | "Màgia del no-res"              | 8 de juny de 2018       | 10 d'octubre de 2020       |
| La Dorothy i l'Espantaocells estan captius treballant a l'abocador de regals del rei dels noms. Al cap d'un mes, a Ciutat Maragda, l'Oest continua sense trobar explicació a la poderosa màgia que, espontàniament, li surt de dins. La seva mare està tan amoïnada que decideix preparar un conjur per eliminar-l'hi. Però l'Ojo se'n va a demanar ajuda a la Glinda per impedir-ho. |    |                                 |                         |                            |
| 16 | 3  | "L'estació de la calma"         | 8 de juny de 2018       | 10 d'octubre de 2020       |
| Arriba el dia de la festa d'aniversari del rei dels noms, un nen capritxós i malvat que converteix en figureta tot aquell qui no li cau bé. La Dorothy vol aprofitar les últimes ratxes de vent de l'estació ventosa per fugir en la barca de vela, però ella i l'Espantaocells primer hauran d'actuar davant del monarca. Mentrestant, l'Oest arriba a una sorprenent conclusió pel que fa als seus problemes de màgia.                                                                     |    |                                 |                         |                            |
| 17 | 4  | "La Mansió Roquat"              | 8 de juny de 2018       | 17 d'octubre de 2020       |
| La Dorothy, l'Espantaocells i el Roquat avancen pel Desert Mortal, però perden el mapa amb què s'orientaven. El Roquat s'ofereix a fer de guia, però el nen només té intenció d'anar a la seva mansió. Allà troben una família de servents que, quan descobreixen que el Guph ofereix una recompensa pels fugitius, els voldran capturar. Mentrestant, l'Oest, l'Ojo, el Nino i el Reigh van a Kansas per contactar amb la Dorothy.                                                          |    |                                 |                         |                            |
| 18 | 5  | "El mapa màgic"                 | 8 de juny de 2018       | 17 d'octubre de 2020       |
| La Dorothy, l'Espantaocells i el Roquat surten de Mansió Roquat i continuen avançant pel Desert Mortal. Per casualitat, la Dorothy descobreix que el mapa amb què es guien és màgic i que, si el doblega, crea dreceres. Però, quan millor els va tot, arriba l'enviat del Guph, el rodador Tred, per detenir-los. Mentrestant, el Nom de les Ombres arriba a Ciutat Maragda amb la intenció de capturar l'Oest, l'Ojo i el Reigh.                                                           |    |                                 |                         |                            |
| 19 | 6  | "La drecera a Ciutat Maragda"   | 8 de juny de 2018       | 18 d'octubre de 2020       |
| Amb l'ajuda del rodador Tred, la Dorothy, l'Espantaocells i el Roquat arriben a l'entrada de la vella mina que condueix directament a Ciutat Maragda. Abans d'anar-se'n, el rodador llança un misteriós advertiment als tres viatgers: que facin pinya i no se separin per res. Mentrestant, el Kaliko, el Nom de les Ombres, porta els seus presoners, l'Oest, l'Ojo, el Nino i el Reigh, cap al Regne dels Noms perquè compareguin davant del Guph.                                        |    |                                 |                         |                            |
| 20 | 7  | "Avançar"                       | 8 de juny de 2018       | 18 d'octubre de 2020       |
| El tornado conjurat pel general Guph porta la Dotorhy i els seus amics a Kansas. Un cop passada l'alegria pel fet de tornar a ser a casa, la Dorothy s'adona que ara són els seus amics els qui estan en un món que no és el seu. La preocupació augmenta quan veuen que el diari ja no conté la màgia necessària per conjurar un altre tornado. I per això la Dorothy demana ajuda a la seva mare per mirar de trobar màgia en elements terrestres.                                         |    |                                 |                         |                            |
| 21 | 8  | "Màgia de Kansas"               | 8 de juny de 2018       | 24 d'octubre de 2020       |
| Després de descobrir casualment que a Kansas també hi ha màgia, l'Evelyn, l'Axel, la Dorothy i la colla d'Oz se'n van al museu de geologia a buscar-hi minerals que reaccionin amb l'Oest. Després de provar-ho amb totes les roques i minerals que hi ha, veuen que encara els falten alguns elements per acabar de carregar de màgia el diari. Aquest fet els obliga a sortir per la ciutat, amb els riscos que això comporta.                                                             |    |                                 |                         |                            |
| 22 | 9  | "L'eclipsi"                     | 8 de juny de 2018       | 24 d'octubre de 2020       |
| La Dorothy té un pla dels seus per rescatar el Reigh, que està tancat en un refugi per a animals. Però no poden perdre ni un minut, ja que falten molt poques hores perquè es produeixi l'eclipsi total de sol que necessiten per fer el viatge a Oz. L'Axel ha calculat les coordenades i el lloc exacte on ha d'anar tota la colla amb el diari per activar-ne la màgia i poder, per fi, tornar a casa. I tot sembla perfecte. Sobre el paper...                                           |    |                                 |                         |                            |
| 23 | 10 | "Salvar la Cyra"                | 8 de juny de 2018       | 25 d'octubre de 2020       |
| La Dorothy, l'Evelyn, l'Oest i la resta de la colla aconsegueixen tornar a Oz i se'n van de seguida a parlar amb la Glinda perquè els ajudi a desfer l'encanteri que pesa sobre la Cyra. Però ni tan sols la poderosa màgia de la Glinda fa el miracle. L'Oest està tan desesperada que recorre a una persona amb molt de poder, però també molt perillosa: la Langwidere. Mentrestant, el Roquat corre a avisar el seus nous amics del perill que amenaça Ciutat Maragda.                   |    |                                 |                         |                            |
| 24 | 11 | "El cinturó del rei dels noms"  | 8 de juny de 2018       | 25 d'octubre de 2020       |
| El Roquat arriba a Ciutat Maragda per avisar els seus amics que el Guph busca el cinturó del rei dels noms per utilitzar el seu poder per quedar-se la ciutat. La Glinda, però, els informa que el cinturó va ser destruït fa temps pel Mag d'Oz. El petit Roquat, guiat per la intuïció, assegura que el cinturó encara existeix i que és imprescindible localitzar-lo. Mentrestant, el Kaliko, el Nom de les Ombres, els segueix a tot arreu per prendre'ls el cinturó així que el trobin. |    |                                 |                         |                            |
| 25 | 12 | "La fugida del regne dels noms" | 8 de juny de 2018       | 31 d'octubre de 2020       |
| El general Guph ha desterrat tota la població de Ciutat Maragda al Regne dels Noms. La Dorothy, decidida a sortir d'allà, organitza tres grups entre els seus amics: uns s'encarregaran de buscar la sortida; els altres, de buscar un mitjà de transport per travessar el Desert Mortal; i els altres, de buscar prou màgia per activar el mitjà de transport. Però, tot i l'optimisme de la nena, no pararan de sortir-los complicacions.                                                  |    |                                 |                         |                            |
| 26 | 13 | "Parlem l'idioma mirall"        | 8 de juny de 2018       | 31 d'octubre de 2020       |
| La Dorothy i els seus amics es dirigeixen ja cap a Ciutat Maragda després de creuar el Desert Mortal. Però per poder portar-hi tota la població, retinguda al Regne dels Noms, primer han de prendre-li al Guph el cinturó del rei dels noms per neutralitzar el seu poder. La Dorothy idea un pla molt arriscat: un d'ells s'haurà de fer passar pel reflex del Guph per convèncer-lo que el millor que pot fer és desempallegar-se per sempre del cinturó.                                 |    |                                 |                         |                            |